# 第一次的戀愛童話
《第一次的戀愛童話》是持田秋所创作的漫畫。是关于初中和高中一直是优等生的女性因为东京大学落榜而走入人生低谷成为补习班的教师，以辅导不良男學生进入东京大学为契机，努力奋斗，将自己的人生重新来过的故事。自2016年7月号开始在集英社少女漫画杂志《Cookie》上连载。
本作由TBS電視台改编成電視劇 ，2019年1月15日首播，由深田恭子主演 。

## 故事簡介
在不入流的补习班当老师的春见顺子在初中和高中时期都曾是一名优等生。但是，自从考取东京大学失败开始，就业和恋爱就接连不顺，甚至因此和住在一起的母亲的关系也变得很差。她被高中生由利匡平的父亲拜托辅导他考取东京大学。由利上的高中很差，是个把头发染成粉色的不良学生，但是顺子在被父亲当成傻子的匡平中看到了曾经未能回应母亲的期待的自己的影子。为了不让他成为自己的样子，她决定放手一搏。被顺子感动的匡平，为了反驳侮辱自己和补习班的父亲，主动提出让顺子辅导她。就这样两人为了东京大学合格而努力的故事便开始了。

## 登场人物
春见顺子
在补习班工作的老师。虽然在初高中都是优等生，但是自从考取东京大学落榜后，就业考试、恋爱等等接连失败，现在处于适婚年龄的女性。因为对来到补习班咨询的不良高中生由利的父亲的态度感到很生气，这样的顺子决心无论如何都要让由利考上东京大学。清楚自己作为教师的立场，是对于学生索要联系方式，晚上留宿等要求明确拒绝，这样严肃认真的性格。学生时代由于一心向学，恋爱方面没有多少经验，但为了让匡平不再重蹈自己的覆辙，作为讲师对其展现了特别的爱情。被匡平的朋友们叫做“ずんこ”（“zunko”，顺子的发音本来应该为“junko”）。
由利匡平
将头发染成粉色，在很差的高中上学的不良高中生。对顺子表明自己想通过其辅导考取东京大学。在混混团体中作为头目，是名很成熟的美少年。由于被热心指导自己的顺子所吸引，他决定在十八岁生日前，还是作为高中生的时候，暂且先不将自己心中的爱意传达给顺子。
八云雅志
顺子的表兄弟、从小到大的玩伴。考取东京大学，毕业后在一流企业工作，也经常到海外出差，是世人所谓的成功人士。从小就一直单恋顺子。
山下一真
匡平高中的老师，是匡平的班主任。是与顺子和雅志在同一所高中就读的原不良少年。因为顺子曾经给他补习而喜欢上顺子，于是在毕业典礼上向顺子告白，但是却被拒绝了

## 出版書籍
| 冊數 | 集英社         | 集英社                 |
| 冊數 | 發售日期       | ISBN                   |
| ---- | -------------- | ---------------------- |
| 1    | 2016年11月25日 | ISBN 978-4-08-845675-1 |
| 2    | 2017年5月25日  | ISBN 978-4-08-845765-9 |
| 3    | 2017年9月25日  | ISBN 978-4-08-845831-1 |
| 4    | 2018年2月23日  | ISBN 978-4-08-845898-4 |
| 5    | 2018年5月25日  | ISBN 978-4-08-844043-9 |
| 6    | 2018年9月25日  | ISBN 978-4-08-844102-3 |
| 7    | 2018年12月25日 | ISBN 978-4-08-844135-1 |
| 8    | 2019年2月25日  | ISBN 978-4-08-844163-4 |
| 9    | 2019年7月25日  | ISBN 978-4-08-844219-8 |
| 10   | 2020年1月24日  | ISBN 978-4-08-844286-0 |
| 11   | 2020年5月25日  | ISBN 978-4-08-844337-9 |
| 12   | 2020年11月25日 | ISBN 978-4-08-844384-3 |
| 13   | 2021年5月25日  | ISBN 978-4-08-844463-5 |
| 14   | 2021年11月25日 | ISBN 978-4-08-844550-2 |
| 15   | 2022年5月25日  | ISBN 978-4-08-844626-4 |
| 16   | 2023年1月25日  | ISBN 978-4-08-844680-6 |
| 17   | 2024年5月23日  | ISBN 978-4-08-843018-8 |
| 18   | 2024年12月24日 | ISBN 978-4-08-843098-0 |

## 電視劇

### 主要人物
| 角色           | 演員                              | 粵語配音 | 介紹 |
| 春見順子〈32〉 | 深田恭子 （高中時期：永田凜）     | 梁少霞   | 山王補習班的老師。受到東京大學畢業，後進入大型製造業公司當領導的父親和畢業於專門培養大家閨秀的私立大學畢業的母親的影響，從小就以東京大學為目標接受教育。成績很好，在高中時經常位於學年前列，在東京大學的模擬考試中也取得了很好的成績，但沒想到真正考試的時候卻不幸落榜。之前生活的全部都是為了東京大學合格入學，回應母親的期待，所以落榜之後人生彷彿失去了目的。沒有真正談過戀愛，不知道喜歡一個人是什麼樣的感覺，戀愛技巧幾乎為零。就這樣，她遇到了將頭髮染成粉色，在很差的高中就讀的高二學生匡平。被他的無拘無束所打動，與他共同為東大合格而奮鬥。                                                                                         |
| 八雲雅志〈32〉 | 永山絢斗 （高中時期：大越晴護）   | 陳耀楠   | 順子的表兄弟、青梅竹馬。從小就和順子比賽學習，直到高中都和順子在同所學校就讀。順利地準備考試，考取東京大學。以全優的成績畢業後在大型企業就職。是個在公司內部也十分優秀的經營商社職員。外表看起來很冷靜，做事也很得要領。學習和運動萬能，也很受女性歡迎，因此習慣於別人主動接近自己，實際上戀愛方面很不擅長。曾多次向順子表示愛意，但由於她遲鈍的個性都被忽略了。由於是和順子走的最近的人，對於順子很是理解。 |
| 由利匡平〈16〉 | 橫濱流星                          | 陳灝瑋   | 把頭髮染成粉色的不良高中生。在只要會寫自己的名字和九九乘法表就可以入學的高中上學讀高二。2001年2月3日出生。父親是文部省的高級官員，母親已經去世。父親一心專注於工作，家庭物質條件豐富但是卻缺少親情。在這樣的環境下被撫養的他話很少，對於什麼事都興味索然。雖然外表看起來很冷漠，但是內心感情卻很深厚豐富，有著強大的意志。對於大人冷眼相看，已經對自己的未來不抱希望，但和順子見面後，收到她反駁父親的話的衝擊，匡平決定和順子一同為東京大學考試合格而努力。雖然平時不怎麼說話，但有時也會一針見血地作出評論。匡平的安靜穩重的戀愛，將因為對於戀愛什麼都不知道就變成大人而感到後悔的順子逐漸改變。順子主要以「由利由利」（日语：ユリユリ）來稱呼他。 |
| 山下一真〈32〉 | 中村倫也 （高中時期：福崎那由他） | 李凱傑   | 順子的高中同學，匡平的班主任，是唯一向順子告白過的人。由於對老師的反抗成為不良的他，曾經引得老師們側目而視。成為大人後和輔導匡平的順子再會，他再一次被順子為了匡平而努力的身影、和她不曾改變的戀愛方面的遲鈍感而吸引。經歷了許多不好的事情和挫折後，成為成熟的男人的他，已經可以對自己的經歷自嘲了。是個不貪婪，不為了面子過分誇大自己，能不吝惜對女性的讚美、很受歡迎的男性。 |

### 夜總會
| 角色           | 演員     | 粵語配音 | 介紹 |
| 松岡美和〈32〉 | 安達祐實 | 鄭麗麗   | 順子的青梅竹馬。美和夜總會老闆。男孩子氣的大姐性格，經常為順子和雅志提供戀愛建議，後來察覺匡平對順子的愛意而幫助他。 |
| 蒙尚           | 真凛     | 魏惠娥   | 在美和夜總會工作，最有人氣的店員。                                                                                   |

### 山王補習班
| 角色             | 演員     | 粵語配音 | 介紹                                                                                     |
| 梅岡道真〈60〉   | 生瀬勝久 | 李錦綸   | 山王補習班的老闆。逃避現實主義者，但其實是東京大學畢業。雖然很嚴厲，但也默默守護着順子。 |
| 勅使河原勉〈53〉 | 高橋洋   | 黃啟昌   | 山王補習班的明星講師。                                                                   |

### 南高校
| 角色       | 演員     | 粵語配音 | 介紹                        |
| 遠藤〈17〉 | 永田崇人 | 鍾見麟   | 南高校2年級生，匡平的好友。 |
| 生良〈17〉 | 堀家一希 | 張裕東   | 南高校2年級生，匡平的好友。 |
| 華武〈17〉 | 櫻井圭佑 | 李安邦   | 南高校2年級生，匡平的好友。 |
| 木佐〈17〉 | 若林拓也 | 胡家豪   | 南高校2年級生，匡平的好友。 |

### 春見家
| 角色   | 演員       | 粵語配音 | 介紹                             |
| 春見正 | 石丸谦二郎 | 朱子聰   | 春見順子的父親，畢業於東京大學。 |
| 春見忍 | 檀ふみ     | 袁淑珍   | 春見順子的母親。                 |

### 其他
| 角色                 | 演員           | 粵語配音 | 介紹 |
| 山下優華             | 星野真里       | 張頌欣   | 山下一真的妻子。舊姓吉川。 |
| 西大井司〈27〉       | 浜中文一       | 梁偉德   | 雅志的后輩，對雅志的工作和為人都很尊敬。會對他和顺子一直停滯不前的關係提建議。                                                                      |
| 高里〈46〉           | 皆川猿時       | 蕭徽勇   | |
| 江藤美香〈17〉       | 吉川愛         | 黃昕瑜   | 淺倉高中2年級生。喜歡依賴自己喜歡的人。和匡平在聯誼上認識一見鍾情。認為甚麼都是別人的錯誤，對於自己的決定很不負責任。順子以片假名稱呼她（日语：エトミカ）。 |
| 今井桃〈17〉         | 加藤小夏       | 葉曉欣   | 淺倉高中2年級生，美香的好友。 |
| 田島さくら〈17〉     | 黑崎莉奈       | 陳皓宜   | 淺倉高中2年級生，美香的好友。 |
| 牧瀬朋奈〈32〉       | 高梨臨         | 詹健兒   | 東大考試專門輔導學校「花惠會」的人氣講師。 |
| 安田                 | 川島明（麒麟） | 劉奕希   | |
| 木下裕二             | 中野剛         | 招世亮   | |
| 吉川恒彦             | 平泉成         | 譚炳文   | 官房副長官。由利菖次郎的上司。 |
| 由利菖次郎〈54〉     | 鶴見辰吾       | 葉振聲   | 由利匡平的父親。 |
| 順子高中時代的班主任 | 山崎画大       | 招世亮   | |
| 八雲真奈美           | 岡まゆみ       | 謝潔貞   | 八雲雅志的母親。 |

### 工作人员
- 原作：持田秋 《初戀那一天所讀的故事》(集英社《Cookie》連載中)
- 劇本：吉澤智子（日语：吉澤智子）
- 音樂：出羽良彰（日语：出羽良彰），兼松眾（日语：兼松眾）
- 主題曲：back number 「HAPPY BIRTHDAY」（日本環球音樂）
- 導演：福田亮介（TBS SPARKLE）、吉田健（TBS電視台）、坂本榮隆
- 制片人：有賀聰
- 制作：K Factory，TBS電視台

### 播出日程
| 集数                                                              | 播放日期 | 副标题                                               | 导演     | 收视率 |
| ----------------------------------------------------------------- | -------- | ---------------------------------------------------- | -------- | ------ |
| 第1話                                                             | 1月15日  | 沒用的女講師x粉色頭髮的高中生！愛與考試都是懸崖。    | 福田亮介 | 8.6%   |
| 第2話                                                             | 1月22日  | 椿先生的生平講座！與前楊同學的團圓！                 | 福田亮介 | 9.0%   |
| 第3話                                                             | 1月29日  | 高中生的告白和擁抱！                                 | 吉田健   | 8.8%   |
| 第4話                                                             | 2月5日   | 勝負の勉強合宿は大混乱！二人きりの夜に僕だけのご褒美 | 吉田健   | 7.8%   |
| 第5話                                                             | 2月12日  | 為什麼袁妍在我的床上！                               | 坂本栄隆 | 7.3%   |
| 第6話                                                             | 2月19日  | 前楊的純情告白 ×憤怒的鐵拳×我的一名高中生的宣言      | 福田亮介 | 8.6%   |
| 第7話                                                             | 2月26日  | 我第一次擁抱她的那天要讀的一個故事。                 | 坂本栄隆 | 7.8%   |
| 第8話                                                             | 3月05日  | 停止接受我，人生中最好的選擇，就是您最愛的人的幸福！ | 福田亮介 | 8.7%   |
| 第9話                                                             | 3月12日  | 生日快樂單相思... 18歲的告白x真誠男人的吻            | 吉田健   | 8.8%   |
| 最終話                                                            | 3月19日  | 嵐合格的公告！ 我遇到你的奇蹟！                      | 福田亮介 | 9.6%   |
| 平均收視率8.5% （收視率由Video Research於關東地區、世帶即時統計） |          |                                                      |          |        |

### 獎項
- 第100回日劇學院賞[4]
  - 主演女優賞：深田恭子
  - 助演男優賞：橫濱流星
  - 主題曲賞：back number「HABBY BIRTHDAY」

### 節目的變遷
| 日本 TBS電視台 週二連續劇             | 日本 TBS電視台 週二連續劇                      | 日本 TBS電視台 週二連續劇 |
| ------------------------------------- | ---------------------------------------------- | ------------------------- |
|                                       | 初戀那一天所讀的故事 （2019.1.15 - 2019.3.19） |                           |
| 中學聖日記 （2018.10.9 - 2018.12.18） | 我要準時下班 （2019.4.16 - 2019.6.25)          |                           |

| 香港 無綫電視J2 逢星期日 22:45 - 23:55               | 香港 無綫電視J2 逢星期日 22:45 - 23:55             | 香港 無綫電視J2 逢星期日 22:45 - 23:55 |
| ---------------------------------------------------- | -------------------------------------------------- | -------------------------------------- |
|                                                      | （2020.2.23 - 2020.4.26）                          |                                        |
| 鐵手怪傑 （2019.12.8 - 2020.2.16） （22:45 - 23:45 ) | 黑色醜聞 （2020.5.3 - 2020.6.28) （22:45 - 23:45 ) |                                        |

## 外部連結
- 火曜ドラマ『初めて恋をした日に読む話』 - TBSテレビ （页面存档备份，存于）
  - 1月期火曜ドラマ「初めて恋をした日に読む話」【TBS公式】的X（前Twitter）
  - TBS公式【初めて恋をした日に読む話】的Instagram帳戶